# رعاشينات ضيقة الأجنحة
رعشانيات ضيقة الأجنحة أو عائلة كوين أكريونيدي أو عائلة ذباب السيدة ذات الأجنحة الرفيعة أو فصيلة كوناجريونيدي (الاسم العلمي: Coenagrionidae)، هي فصيلة حشرات من رتبة اليعسوبيات ورتيبة مقترنات الأجنحة. أنواعها تفوق 1100.